# Horváth Gábor (labdarúgó, 1985)
Horváth Gábor (Székesfehérvár, 1985. július 4. –) válogatott labdarúgó, hátvéd. Édesapja, id. Horváth Gábor szintén a Videoton hátvédje volt, tagja az 1984–1985-ös UEFA-kupa döntőjébe jutott csapatnak.

## Pályafutása

### Klubcsapatban
2002-2011 között több mint 100 bajnoki mérkőzésen viselte a Videoton FC mezét. 2010. szeptember 12-én kölcsönbe a holland NAC Breda csapatába került. A Feyenoord csapata ellen debütált a holland bajnokságban. 2011. augusztus 29-én a szintén holland ADO Den Haag játékosa lett. Első gólját a VVV-Venlo ellen szerezte.

### A válogatottban
2009. november 14-én debütált a válogatottban a Belga válogatott ellen elvesztett (3-0) barátságos meccsen.

## Sikerei, díjai
Videoton FC
- Magyar bajnoki ezüstérmes: 2010
- Magyar bajnoki bronzérmes: 2006
- Magyar kupa-győztes:2006

### Egyéni
- Bozsik József-díj: 2010

## Statisztika

### Mérkőzései a válogatottban
| Magyarország | Magyarország       | Magyarország                    | Magyarország | Magyarország | Magyarország | Magyarország | Magyarország | Magyarország |
| #            | Dátum              | Helyszín                        | Hazai        | Eredmény     | Vendég       | Kiírás       | Gólok        | Esemény      |
| ------------ | ------------------ | ------------------------------- | ------------ | ------------ | ------------ | ------------ | ------------ | ------------ |
| 1.           | 2009. november 14. | Gent, Jules Ottenstadion        | Belgium      | 3 – 0        | Magyarország | barátságos   | -            | a szünetben  |
| 2.           | 2010. március 3.   | Győr, ETO Park                  | Magyarország | 1 – 1        | Oroszország  | barátságos   | -            | 72'          |
| 3.           | 2010. május 29.    | Budapest, Puskás Ferenc Stadion | Magyarország | 0 – 3        | Németország  | barátságos   | -            |              |
| 4.           | 2010. június 5.    | Amszterdam, Amsterdam ArenA     | Hollandia    | 6 – 1        | Magyarország | barátságos   | -            | 79'          |
|              | Összesen           |                                 |              | 4            | mérkőzés     |              | 0            | gól          |